# Krzysztof Dys
Krzysztof Dys (ur. 14 maja 1982 w Koszalinie) – polski pianista wykonujący muzykę poważną, improwizowaną i eksperymentalną.

## Życiorys
Pochodzi z rodziny o tradycjach muzycznych – ojciec był akordeonistą. Jako nastolatek uczestniczył w warsztatach jazzowych. Akompaniował w programach Zenona Laskowika. Inspirował się muzyką Milesa Davisa i Herbie Hancocka. Ukończył studia w Akademii Muzycznej im. I.J. Paderewskiego w Poznaniu w klasie prof. Anny Organiszczak. Pracuje na tej samej uczelni jako adiunkt w Instytucie Jazzu i Muzyki Estradowej. Prowadzi własne trio z trębaczem – Maciejem Fortuną, a także tworzy trio LAM z Wacławem Zimplem i Hubertem Zemlerem.

## Nagrody
Do najważniejszych nagród artysty należą:
- Medal Młodej Sztuki (Poznań, 2017),
- International Piano Conception of Russian Conservatory Aleksander Scriabin (Paryż, 2007) – III nagroda,
- Warsaw Jazz Pianist Contest (Warszawa, 2006) – II nagroda,
- Jazz nad Odrą 2006 – Grand Prix (wraz z zespołem Soundcheck).

## Dyskografia
- 2013: Tropy, z Maciejem Fortuną,
- 2012: Kołysanki na Wieczny Sen,
- 2011: Marysia – wiersze z Kazachstanu,
- 2010: Reperkusje,
- 2010: Lost keys, Maciej Fortuna Quartet (nominowane do nagrody Fryderyków),
- 2010: Soundcheck III,
- 2007: Soundcheck II,
- 2005: Soundcheck I[3].